# Eleições estaduais em Alagoas em 1974
As eleições estaduais em Alagoas em 1974 ocorreram em duas etapas conforme a legislação vigente: a indireta aconteceu em 3 de outubro e a ARENA escolheu o governador Divaldo Suruagy e o vice-governador Antônio de Barros e em 15 de novembro o partido elegeu o senador Teotônio Vilela e obteve quase todas as vagas entre os seis deputados federais e dezoito estaduais escolhidos por voto direto num ritual válido para os 22 estados brasileiros.
Economista formado na Universidade Federal de Alagoas em 1959, Divaldo Suruagy nasceu em São Luís do Quitunde. Servidor público da prefeitura de Maceió, foi secretário de Fazenda do governo Luís Cavalcanti. Eleito prefeito da capital alagoana via PSD em 1965, ingressou na ARENA e em 1970 foi eleito deputado estadual e por escolha do Governo Ernesto Geisel foi eleito indiretamente governador de Alagoas em 1974.
Originário da UDN, o agrônomo Antônio de Barros elegeu-se prefeito de União dos Palmares em 1952 e deputado estadual em 1954, 1958, 1962 e 1966. Presidente do diretório estadual da ARENA, foi eleito vice-governador de Alagoas pelo voto indireto em 1974, entretanto faleceu vítima de enfarte à 12 de setembro de 1976 horas depois de um jogo entre CRB e Botafogo da Paraíba válido pelo Brasileirão daquele ano no Estádio Rei Pelé.
Para senador o vitorioso foi Teotônio Vilela, político originário da UDN e natural de Viçosa que elegeu-se deputado estadual em 1954 e vice-governador de Alagoas em 1960 na chapa de Luís Cavalcanti antes de vencer as eleições para o Senado Federal pela ARENA em 1966, sendo reeleito em 1974.

## Resultado das eleições para governador

### Eleição indireta de 1974
A eleição foi realizada pelos quinze membros da Assembleia Legislativa de Alagoas em escrutínio nominal com a ausência dos deputados do MDB.
| Candidatos a governador do estado | Candidatos a vice-governador | Número | Coligação             | Votação | Percentual |
| --------------------------------- | ---------------------------- | ------ | --------------------- | ------- | ---------- |
| Divaldo Suruagy ARENA             | Antônio de Barros ARENA      | -      | ARENA (sem coligação) | 11      | 100%       |

### O mandato-tampão
Divaldo Suruagy renunciou em 14 de agosto de 1978 para concorrer a deputado federal e como já havia falecido o vice-governador Antônio de Barros, o poder foi entregue ao desembargador Ernandes Dorvillé e após um mês foram eleitos Geraldo Melo e Antônio Amaral para comandar Alagoas num mandato-tampão de seis meses, sendo que o novo governador foi membro do PSD e após migrar para a ARENA foi eleito prefeito de Capela em 1966 e deputado estadual em 1974 e 1974. 

## Resultado das eleições para senador
Segundo o Tribunal Superior Eleitoral foram apurados 236.202 votos nominais (80,80%), 30.037 votos em branco (10,28%) e 26.086 votos nulos (8,92%) resultando no comparecimento de 292.325 eleitores.
| Candidatos a senador da República | Candidatos a suplente de senador  | Número | Coligação             | Votação | Percentual |
| --------------------------------- | --------------------------------- | ------ | --------------------- | ------- | ---------- |
| Teotônio Vilela ARENA             | Noê Simplicio do Nascimento ARENA | -      | ARENA (sem coligação) | 140.989 | 59,69%     |
| Pedro Muniz Falcão MDB            | Ademar Medeiros MDB               | -      | MDB (sem coligação)   | 95.213  | 40,31%     |

## Deputados federais eleitos
São relacionados os candidatos eleitos com informações complementares da Câmara dos Deputados.

Representação eleita
  ARENA: 4
  MDB: 2

| Deputados federais eleitos | Partido | Votação | Percentual | Cidade onde nasceu  | Unidade federativa |
| José Costa                 | MDB     | 40.278  | 15,62%     | Palmeira dos Índios | Alagoas            |
| Teobaldo Barbosa           | ARENA   | 33.355  | 12,93%     | São José da Laje    | Alagoas            |
| Vinicius Cansanção         | MDB     | 29.421  | 11,41%     | Pilar               | Alagoas            |
| Geraldo Bulhões            | ARENA   | 25.312  | 9,82%      | Santana do Ipanema  | Alagoas            |
| José Alves                 | ARENA   | 22.308  | 8,65%      | Delmiro Gouveia     | Alagoas            |
| Antônio Ferreira           | ARENA   | 21.496  | 8,34%      | Desterro            | Paraíba            |

## Deputados estaduais eleitos
Das dezoito cadeiras em disputa a ARENA conquistou doze ante seis do MDB.

Representação eleita
  ARENA: 12
  MDB: 6

| Deputados estaduais eleitos       | Partido | Votação | Percentual | Cidade onde nasceu   | Unidade federativa |
| Antônio Saturnino de Mendonça     | MDB     | 15.171  | 5,18%      | Matriz de Camaragibe | Alagoas            |
| Tarcísio de Jesus                 | ARENA   | 14.844  | 5,07%      | Maceió               | Alagoas            |
| José Tavares                      | ARENA   | 12.016  | 4,11%      | Junqueiro            | Alagoas            |
| Guilherme Palmeira                | ARENA   | 11.551  | 3,95%      | Maceió               | Alagoas            |
| Narciso Lúcio da Silva            | ARENA   | 8.394   | 2,87%      | Arapiraca            | Alagoas            |
| Manoel Afonso                     | MDB     | 8.235   | 2,81%      | Maceió               | Alagoas            |
| Alcides Falcão                    | MDB     | 7.922   | 2,70%      | Ouricuri             | Pernambuco         |
| Geraldo Melo                      | ARENA   | 7.807   | 2,67%      | Capela               | Alagoas            |
| José Bandeira de Medeiros         | ARENA   | 7.440   | 2,54%      | Delmiro Gouveia      | Alagoas            |
| Nelson Costa                      | ARENA   | 7.421   | 2,53%      | Piaçabuçu            | Alagoas            |
| Luiza Evangelista da Silva        | MDB     | 7.044   | 2,40%      | Palmeira dos Índios  | Alagoas            |
| Jorge Duarte Quintella Cavalcanti | ARENA   | 7.040   | 2,40%      | Penedo               | Alagoas            |
| Alexandre Milito Filho            | ARENA   | 7.021   | 2,40%      | Campo Alegre         | Alagoas            |
| Walter Dória de Figueiredo        | MDB     | 6.874   | 2,35%      | Rio Largo            | Alagoas            |
| Rubens Vilar                      | ARENA   | 6.852   | 2,34%      | Maceió               | Alagoas            |
| Francisco José Galindo Pimentel   | MDB     | 6.749   | 2,30%      | Marechal Deodoro     | Alagoas            |
| Humberto Melo Souza               | ARENA   | 6.741   | 2,30%      | Pilar                | Alagoas            |
| Edson Tenório de Almeida Lins     | ARENA   | 6.538   | 2,23%      | São José da Tapera   | Alagoas            |